# Dan Kaminsky
Pour les articles homonymes, voir Kaminsky.
Dan Kaminsky, né le 7 février 1979 à San Francisco et mort le 23 avril 2021 dans la même ville, est un chercheur en sécurité informatique américain  qui a travaillé pour IOActive (en), Cisco et Avaya,. 
Son travail portant sur le snooping du cache DNS, qui lui a permis de démontrer que le Sony Rootkit avait infecté au moins 568 200 ordinateurs, l'a fait connaitre parmi les experts en sécurité informatique,. Il a participé à l'élaboration du standard du W3C, Do Not Track. Il a travaillé comme responsable du test anti-intrusif. Il est aussi connu pour ses présentations aux conférences Black Hat.

## Exploits

### Logiciel de Sony-BMG
Durant le scandale de la protection de CD Sony-BMG, Dan Kaminsky utilisa le snooping du cache DNS pour déterminer si des serveurs avaient récemment contacté un des domaines auxquels le logiciel de Sony-BMG faisait appel. Grâce à cette technique il a pu estimer qu'il y avait au moins 568 200 réseaux avec des ordinateurs sur lesquels le logiciel était installé.

### Earthlink et le rebouclage DNS
En avril 2008, Dan Kaminsky découvrit une grave faiblesse dans la manière dont Earthlink gérait les échecs de rebouclage DNS. La vulnérabilité pouvait concerner également d'autres fournisseurs d'accès à Internet (FAI). De nombreux FAI ont pris l'habitude d'intercepter les messages informant de l'inexistence d'un nom de domaine, et de le remplacer par des contenus publicitaires. Cela a permis à des hackers de mettre en place des dispositifs d'hameçonnage en s'attaquant au serveur responsable de la publicité et en créant des liens vers des sous-domaines inexistants des sites visés. Dan Kaminsky démontra la faille en mettant en place des rickrolls sur Facebook et PayPal,. Alors que la faiblesse utilisée au départ venait de l'utilisation par Earthlink du logiciel BareFruit pour ces publicités, Dan Kaminsky parvint à montrer que la faiblesse était plus générale en attaquant Verizon par l'intermédiaire de son gestionnaire de publicité, Paxfire (en).
Dan Kaminsky rendit la faille publique lorsqu'il apparut que Network Solutions utilisait également un service similaire à celui de Earthlink.

### Faille dans le DNS
En juillet 2008, le CERT annonça que Dan Kaminsky avait découvert une faiblesse fondamentale dans le protocole DNS. Elle pouvait permettre à des agresseurs de se livrer facilement à de l'empoisonnement du cache DNS sur n'importe quel serveur DNS. Dan Kaminsky avait travaillé avec des fournisseurs de DNS en secret depuis plusieurs mois pour développer un patch, qui fut mis à disposition le 8 juillet 2008.

### Décès
Le 23 avril 2021, la nièce de Daniel Kaminsky annonce son décès dû à un diabète de type 2.